# Fabio Scozzoli
Fabio Scozzoli (ur. 3 sierpnia 1988 w Lugo), włoski pływak, mistrz i brązowy medalista Mistrzostw Europy w Pływaniu 2010 w Budapeszcie, mistrz i wicemistrz Europy z Debreczyna.
Uczestnik igrzysk olimpijskich w Londynie na 100 m stylem klasycznym (7. miejsce) oraz w 4 × 100 m stylem zmiennym (14. miejsce).